# Nairobi Challenger 1986
Il Nairobi Challenger 1986 è stato un torneo di tennis facente parte della categoria ATP Challenger Series nell'ambito dell'ATP Challenger Series 1986. Il torneo si è giocato a Nairobi in Kenya dal 3 al 9 febbraio 1986 su campi in terra rossa.

## Vincitori

### Singolare
Peter Elter ha battuto in finale  Marcel Freeman con il punteggio di 6–2, 7–6

### Doppio
David Felgate /  Nick Fulwood hanno battuto in finale  Marcel Freeman /  Gustavo Tiberti con il punteggio di 6–2, 7–6